# دوشان پارنیش
دوشان پارنیش (انگلیسی: Dušan Perniš؛ زادهٔ ۲۸ نوامبر ۱۹۸۴) یک بازیکن فوتبال اهل اسلواکی است.
وی همچنین در تیم ملی فوتبال اسلواکی بازی کرده‌است.